# روميو برين
روميو برين (مواليد 10 مارس 1973) هو ملاكم فلبيني، مثّل بلاده في الألعاب الأولمبية الصيفية في دورات 1996 و2000 و2004.

## روابط خارجية
روميو برين على موقع أوليمبيديا (الإنجليزية)